# Derek Drouin
Derek Drouin (Canadá, 6 de marzo de 1990) es un atleta canadiense, especialista en la prueba de salto de altura, con la que ha logrado ser campeón olímpico en Río 2016 y campeón mundial en 2015.

## Carrera deportiva como saltador de altura
En los JJ. OO. de Londres 2012 gana el bronce, tras el ruso Iván Újov y el estadounidense Erik Kynard.
Al año siguiente en el Mundial de Moscú 2013 vuelve a ganar el bronce, esta vez tras el ucraniano Bohdan Bondarenko y el catarí Mutaz Essa Barshim.
Y en el Mundial de Pekín 2015 y las Olimpiadas de Río 2016 gana la medalla de oro.